# Pachyteria diversipes
Pachyteria diversipes är en skalbaggsart som beskrevs av Conrad Ritsema 1890. Pachyteria diversipes ingår i släktet Pachyteria och familjen långhorningar.
Artens utbredningsområde är:
- Laos.
- Myanmar.

Inga underarter finns listade i Catalogue of Life.